# Bucculatrix albedinella
Bucculatrix albedinella — вид лускокрилих комах родини кривовусих крихіток-молей (Bucculatricidae).

## Поширення
Вид поширений по всій Європі, крім Ірландії та Піренейського півострова.

## Опис
Розмах крил 8-9 мм.

## Спосіб життя
Личинки годуються на в'язі. Гусениці раннього віку мінують листя. Утворюють чорні, звивисті міни. Личинки старшого віку поїдають листя ззовні.